# Don Pasquale
Don Pasquale è un'opera buffa in tre atti di Gaetano Donizetti.
Il libretto, firmato da Michele Accursi, è in realtà opera dello stesso Donizetti e di Giovanni Ruffini ed è ricalcato sul dramma giocoso di Angelo Anelli Ser Marcantonio, musicato da Stefano Pavesi nel 1810.
È la prima opera buffa in cui non sono presenti recitativi secchi, ma solo accompagnati.

## Genesi
Donizetti, ormai giunto al culmine della celebrità (aveva già composto le sue opere più famose, tra cui Anna Bolena, L'elisir d'amore, Lucia di Lammermoor, La favorita e La figlia del reggimento), decise di comporre il Don Pasquale dopo la lettura casuale del vecchio libretto di Angelo Anelli. La storia vuole che l'opera sia stata composta in soli undici giorni, ma è probabile che in questo periodo siano state composte "solo" le linee vocali e che l'orchestrazione abbia invece richiesto altro tempo.
La prima rappresentazione dell'opera ebbe luogo con successo nella Salle Ventadour del Théâtre-Italien di Parigi il 3 gennaio 1843 con un cast d'eccezione formato da Giulia Grisi (Norina), Luigi Lablache (Don Pasquale), Antonio Tamburini (Malatesta), Mario (Ernesto) e Federico Lablache (notaio) alla presenza del compositore.
Al Teatro alla Scala di Milano avviene la prima esecuzione italiana, il 17 aprile successivo diretta da Eugenio Cavallini con Achille De Bassini.

## Cast della prima assoluta
| Ruolo            | Registro vocale | Interprete                |
| ---------------- | --------------- | ------------------------- |
| Don Pasquale     | basso           | Luigi Lablache            |
| Dottor Malatesta | baritono        | Antonio Tamburini         |
| Ernesto          | tenore          | Giovanni Matteo De Candia |
| Norina           | soprano         | Giulia Grisi              |
| Un notaio        | basso           | Frederick Lablache        |

## Trama

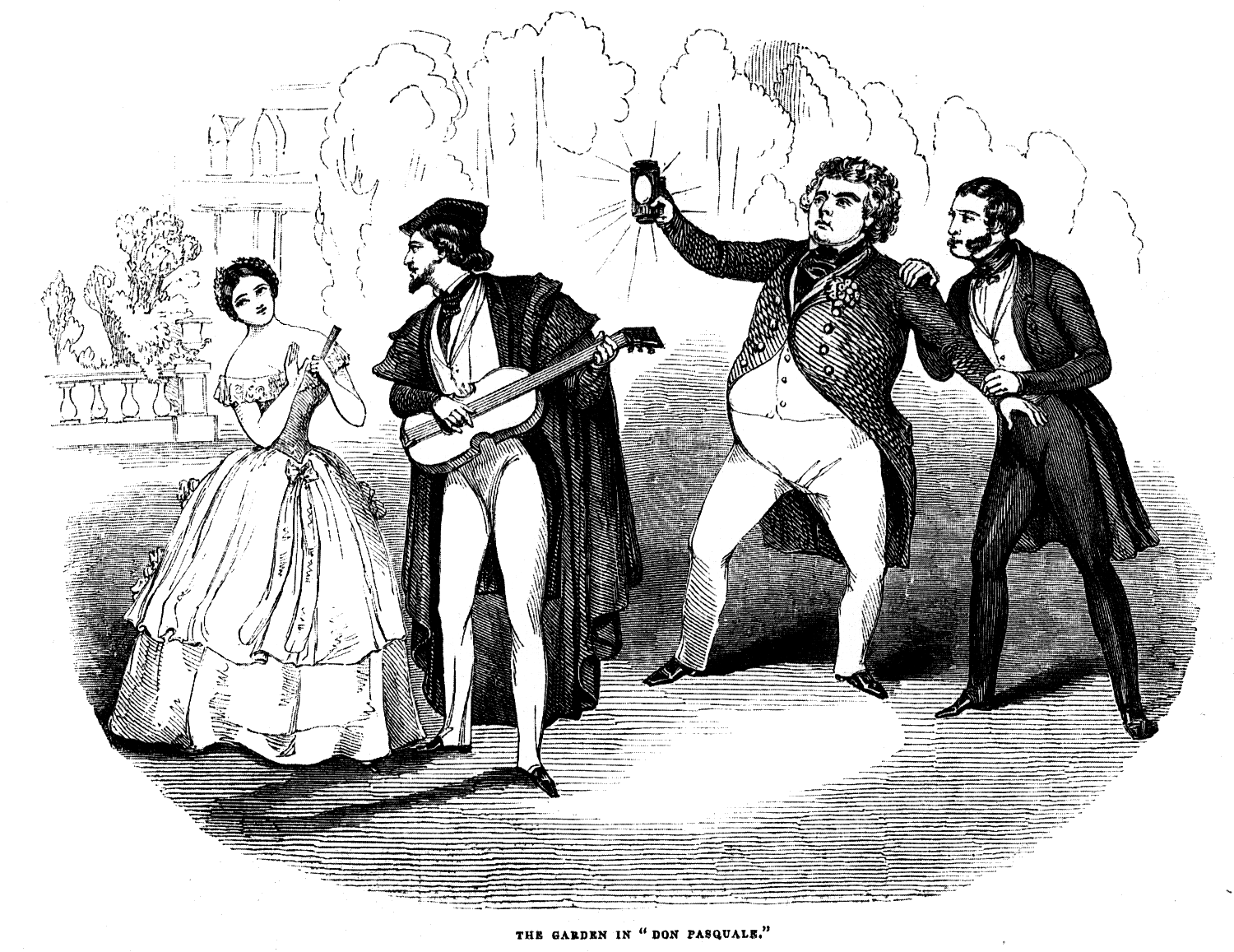
Don Pasquale a Londra

L'azione si svolge a Roma, agli inizi del XIX secolo.

### Atto Primo
Don Pasquale è un anziano e ricco settantenne che è adirato con il nipote Ernesto, futuro erede delle sue fortune, perché questi rifiuta di sposare una ricca e nobile zitella come lo zio vorrebbe. Ernesto è invece innamorato di Norina, una vedova giovane e carina ma di modeste condizioni.
Lo zio decide allora di diseredarlo sposandosi egli stesso e a tale scopo ha chiesto al dottor Malatesta di trovargli una moglie adeguata.
Questi però, amico di Ernesto, ordisce un piano per aiutare i due giovani.
Pertanto il dottore propone a Don Pasquale di sposare sua sorella Sofronia, donzella bella e pura e appena uscita dal convento. Don Pasquale accetta esultante e, per cominciare, scaccia di casa il nipote Ernesto.
Ma il dottor Malatesta chiede a Norina, che Don Pasquale non conosce, di impersonare Sofronia, per organizzare un finto matrimonio e dopo le nozze ridurre alla disperazione il vecchio.
Ernesto però non è a conoscenza del piano del dottor Malatesta.

### Atto Secondo

Libretto edizione Barion

Ernesto, venuto a conoscenza del matrimonio, si dispera e decide di partire per terre lontane ed esce affranto. Don Pasquale riceve la visita del dottor Malatesta e della finta Sofronia, che è Norina velata; egli si invaghisce subito della bella ragazza e vuole immediatamente concordare il matrimonio. Alla presenza di Carlo, cugino di Malatesta e finto notaio, Don Pasquale firma un contratto di nozze con il quale dona alla ragazza la metà dei suoi beni.
Appena firmato il contratto, Norina muta immediatamente contegno, diventando arrogante e impertinente. In più comanda e spadroneggia per la casa e si dà a spese folli: raddoppia il salario alla servitù, ordina nuove carrozze e nuovi cavalli, progetta grandi feste, fa chiamare sarti e gioiellieri ma soprattutto disdegna le affettuose attenzioni del marito.

### Atto Terzo
Don Pasquale è in preda allo sconforto per le ingenti spese che la moglie gli procura e i continui cambiamenti per la casa.
Esasperato proibisce alla moglie di andare a teatro quella sera ma si busca come risposta un sonoro ceffone. Inoltre Norina gli fa credere di avere anche un amante. Disperato egli chiede aiuto a Malatesta, il quale però mette subito al corrente Ernesto del piano in corso e gli chiede di far la parte dello spasimante.
Ernesto, nascosto nel boschetto del giardino della casa, canta una serenata alla sua bella e poi entrambi cantano un duetto d'amore.
Don Pasquale, insieme a Malatesta, esce dal nascondiglio da dove osservava tutta la scena e accusa la finta Sofronia.
Ernesto, uscito di nascosto dal bosco ora rientra dal giardino e viene accolto da Don Pasquale che gli annuncia, per far dispetto alla moglie e convincerla ad andarsene, che egli potrà sposare Norina la quale diverrà la nuova padrona di casa.
A questo punto però al vecchio viene rivelato l'intrigo ordito ai suoi danni ed egli, infine, ben lieto di essersi liberato della terribile finta moglie, perdona tutti e benedice le nozze fra Ernesto e Norina.

## Organico orchestrale
L'orchestra dell'opera si compone di:
- 2 flauti (II. anche ottavino), 2 oboi, 2 clarinetti, 2 fagotti
- 4 corni, 2 trombe, 3 tromboni
- timpani, grancassa e piatti
- archi
- in scena: Tamburello, 2 chitarre

## Struttura

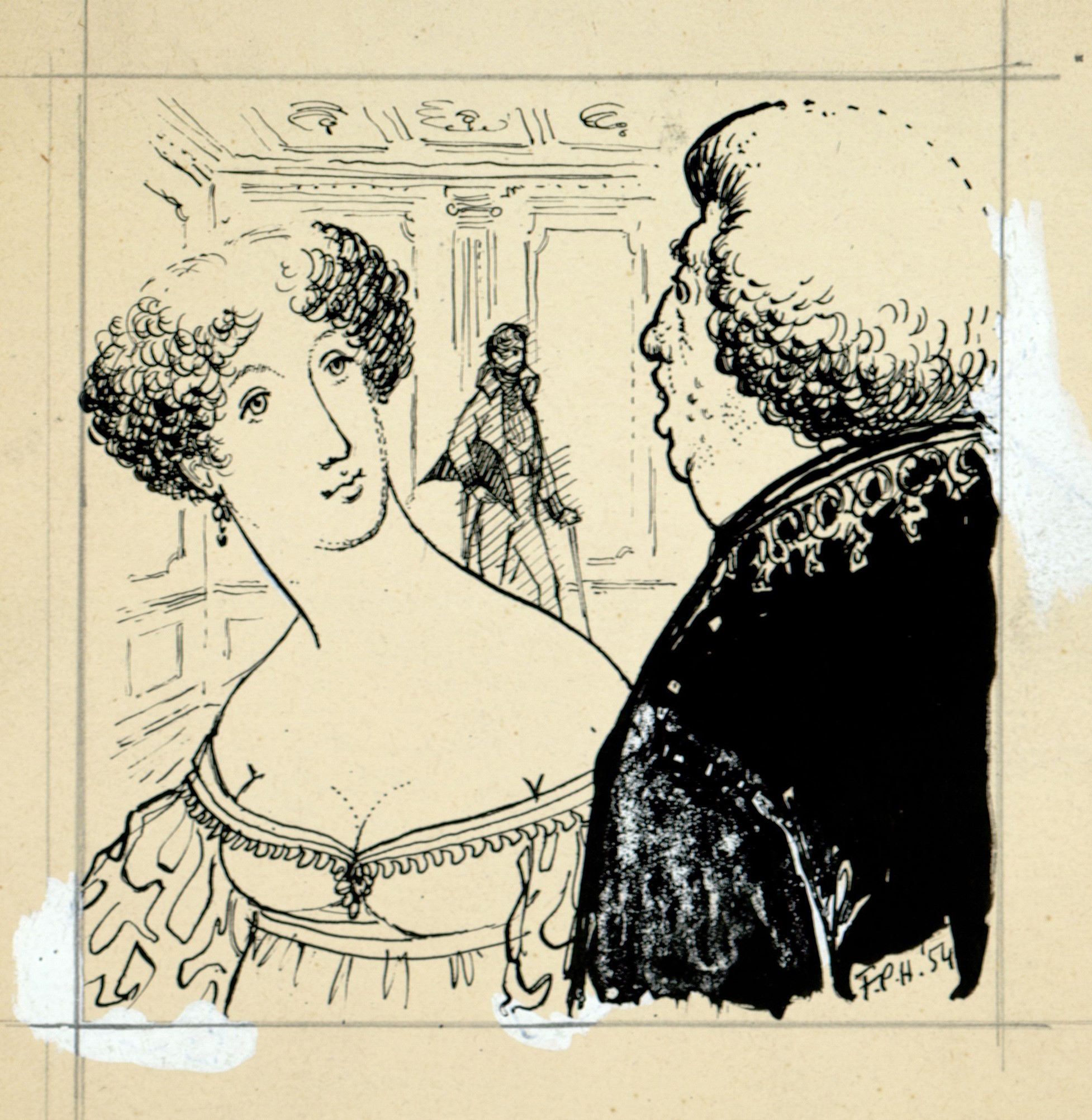
Disegno per copertina di libretto, disegno per Don Pasquale (1954). Archivio Storico Ricordi

- Sinfonia

### Atto 1
- 1 Introduzione Son nov'ore... Bella siccome un angelo... Un foco insolito (Don Pasquale, Malatesta)
- 2 Recitativo e Duetto Prender moglie? (Don Pasquale, Ernesto)
- 3 Cavatina Quel guardo il cavaliere... So anch'io la virtù magica (Norina)
- 4 Recitativo e Duetto, Finale I Pronta sono! (Norina, Malatesta)

### Atto 2
- 5 Preludio, Scena ed Aria Povero Ernesto!... Cercherò lontana terra (Ernesto)
- 6 Scena e Terzetto Via, da brava (Don Pasquale, Malatesta, Norina)
- 7 Scena e Quartetto, Finale II Fra una parte etcetera... È rimasto là, impietrato... Son tradito (Malatesta, Notaro, Don Pasquale, Norina, Ernesto)

### Atto 3
- 8 Coro d'introduzione I diamanti, presto presto! (Coro)
- 9 Recitativo e Duetto Signorina, in tanta fretta (Don Pasquale, Norina)
- 10 Coro Che interminabile andirivieni! (Coro)
- 11 Recitativo e Duetto Cheti cheti immantinente (Don Pasquale, Malatesta)
- 12 Serenata e Notturno Com'è gentil... Tornami a dir che m'ami (Ernesto, Coro, Norina)
- 13 Scena e Rondò, Finale III La moral in tutto questo (Norina, Don Pasquale, Ernesto, Malatesta, Coro)

## Incisioni discografiche (scelta)
| Anno | Cast (Don Pasquale, Dottor Malatesta, Norina, Ernesto)           | Direttore        |
| ---- | ---------------------------------------------------------------- | ---------------- |
| 1932 | Ernesto Badini, Afro Poli, Adelaide Saraceni, Tito Schipa        | Carlo Sabajno    |
| 1952 | Sesto Bruscantini, Mario Borriello, Alda Noni, Cesare Valletti   | Mario Rossi      |
| 1964 | Fernando Corena, Tom Krause, Graziella Sciutti, Juan Oncina      | István Kertész   |
| 1964 | Alfredo Mariotti, Mario Basiola jr., Anna Maccianti, Ugo Benelli | Ettore Gracis    |
| 1978 | Donald Gramm, Alan Titus, Beverly Sills, Alfredo Kraus           | Sarah Caldwell   |
| 1979 | Evgenij Nesterenko, Bernd Weikl, Lucia Popp, Francisco Araiza    | Heinz Wallberg   |
| 1982 | Sesto Bruscantini, Leo Nucci, Mirella Freni, Gösta Winbergh      | Riccardo Muti    |
| 1988 | Enzo Dara, Alessandro Corbelli, Luciana Serra, Aldo Bertolo      | Bruno Campanella |
| 1993 | Renato Bruson, Thomas Allen, Eva Mei, Frank Lopardo              | Roberto Abbado   |

## DVD
- 1955 - Italo Tajo (Don Pasquale), Alda Noni (Norina), Sesto Bruscantini (Malatesta), Cesare Valletti (Ernesto), coro e orchestra RAI di Torino, Alberto Erede, Rai Trade
- 1994 - Ferruccio Furlanetto (Don Pasquale), Lucio Gallo (Malatesta), Nuccia Focile (Norina), Gregory Kunde (Ernesto), Coro e Orchestra del Teatro alla Scala di Milano, Riccardo Muti, TDK/Naxos
- 2002 - (Teatro Comunale di Bologna) Alessandro Corbelli/Eva Mei, Arthaus Musik/Naxos
- 2006 - (Ravenna Festival) Claudio Desderi/Mario Cassi/Juan Francisco Gatell/Riccardo Muti/Andrea De Rosa (regista), Arthaus Musik/Naxos
- 2006 - Ruggero Raimondi (Don Pasquale), Oliver Widmer (Dottor Malatesta), Juan Diego Flórez (Ernesto), Isabel Rey (Norina), Nello Santi Decca
- 2011 - John Del Carlo, Anna Netrebko, Mariusz Kwiecien, Matthew Polenzani, Bernard Fitch, James Levine, Deutsche Grammophon
- 2013 - (Glyndebourne) Alessandro Corbelli/Danielle de Niese, Opus Arte/Naxos